# Hormonterapi (transsexualism)
Hormonterapi med könskonträra könshormoner erbjuds inom den könsbekräftande vården till patienter med könsdysfori.
Hormonterapi påverkar bland annat röst, kroppsbehåring och fettfördelning, och kräver i Sverige en könsdysforidiagnos. Behandlingen ges individuellt utifrån behov och kan ha både permanenta och reversibla effekter.

## Behandling
De preparat och doser som ges i Sverige är vanligen lika de som ges till patienter med hormonstörningar som gör att de inte producerar egna könshormoner. Preparaten finns i olika former och kan beroende på substans och preparat tas oralt, injiceras som depåpreparat, appliceras som gel eller appliceras med plåster. I vissa fall kombineras behandling med östrogenpreparat med mediciner som blockerar det kroppsegna testosteronet, för att östrogenpreparatet ska ge optimal effekt. Testosteronpreparaten intas aldrig oralt på grund av risken för leverskador.[källa behövs]
Vissa väljer att ta hormoner hela livet, medan andra vill ha mindre förändringar och tar hormoner under en kortare period, i lägre dos.
Hormonterapi omfattas av högkostnadsskyddet för mediciner. Preparaten förskrivs i allmänhet av en endokrinolog specialiserad på området.

## Effekter
Hormonterapi med könskonträra könshormoner ger långtgående förändringar av en människas fysionomi. Effekterna kommer gradvis och det tar mycket lång tid innan full effekt nås. Vissa av effekterna är irreversibla och personer som inte avslutat puberteten får i allmänhet bättre effekt av behandlingen.  
Utöver effekterna nedan kan vissa oönskade bieffekter uppträda. Det sker också en ändringar i blodet, till exempel blodvärdet, så att kvinna-till-man-transsexuella får högre Hb medan man-till-kvinna-transsexuella får lägre Hb. 

### Man-till-kvinna
Effekter som man-till-kvinna-transsexuella vanligen får av hormonterapi med olika östrogenpreparat:
- Mer underhudsfett på kvinnliga ställen på kroppen
- Viss brösttillväxt. Arvsanlagen spelar roll och tillväxten är ofta mindre än för ciskvinnor[källa behövs]
- Håravfallet minskar eller upphör
- Minskad kroppsbehåring
- Minskad muskelmassa
- Könsdriften ändrar karaktär
- Minskad ämnesomsättning
- Tunnare och känsligare yttre hudlager
- "Morgonstånd" upphör, och möjligheten till erektion kan upphöra helt
- Infertilitet

Effekter som hormonterapi inte ger:
- Ljusare röst
- Minskat struphuvud
- Minskad ansiktsbehåring
- Skelettförändringar

### Kvinna-till-man
Effekter som kvinna-till-man-transsexuella vanligen får av hormonterapi med olika androgenpreparat:
- Ökad muskelmassa
- Ökad kroppsbehåring
- Mörkare röst
- Skäggväxt, olika mycket beroende på arvsanlag
- Ökad ämnesomsättning
- Tillväxt av klitoris, 1–6 cm
- Manligt håravfall, beroende på arvsanlag
- Ökad förbränning av fett
- Underhudsfett förflyttas till manliga ställen
- Ökad könsdrift, framförallt initialt
- Menstruation upphör

Effekter som hormonterapi inte ger:
- Minskning av bröst
- Skelettförändringar